# Casa Pontifícia
A Casa Pontifícia (Pontificalis Domus) é o nome que adquiriu a antiga Corte Papal depois das reformas empreendidas por Paulo VI mediante a Carta Apostólica em forma de Motu Proprio Pontificalis Domus, 28 de Março de 1968. E, novamente reformada em 28 de Junho de 1988, através da Constituição Apostólica Pastor Bonus, de João Paulo II.